# Епархия Кенингау
Епархия Кенингау (лат. Dioecesis Keningauensis) — епархия Римско-Католической церкви c центром в городе Кенингау, Малайзия. Епархия Кенингау входит в митрополию Кота-Кинабалу. Кафедральным собором епархии Кенингау является церковь святого Франциска Ксаверия. 

## История
17 декабря 1992 года Римский папа Иоанн Павел II издал буллу Opitulante quidem, которой учредил епархию Кенингау, выделив её из епархии Кота-Кинабалу (сегодня — Архиепархия Кота-Кинабалу). Первоначально епархия входила в митрополию Кучинга. 
23 мая 2008 года епархия Кенингау вошла в митрополию Кота-Кинабалу.

## Ординарии епархии
- епископ  Cornelius Piong (17.12.1992 — по настоящее время).